# 615 (číslo)
Šest set patnáct je přirozené číslo. Následuje po čísle šest set čtrnáct a předchází číslu šest set šestnáct. Římskými číslicemi se zapisuje DCXV a řeckými číslicemi χιε.

## Matematika
615 je:
- Deficientní číslo
- Složené číslo
- Nešťastné číslo

## Astronomie
- (615) Roswitha je planetka hlavního pásu, kterou objevil v roce 1906 August Kopff

## Roky
- 615
- 615 př. n. l.